# Julia Antivilo
Julia Alejandra Antivilo Peña (Huasco, 1 de octubre de 1974) es una artista feminista e investigadora chilena. Además de su labor artística en el performance, sus investigaciones se enfocan en el rol cultural de la mujer en América Latina y las relaciones entre arte, género y feminismo.
Tiene un Magíster en Estudios Latinoamericanos en la Universidad de Chile y un doctorado en Estudios Latinoamericanos por la misma institución. En la presentación de su tesis de Magíster en Estudios Latinoamericanos, menciona que su motivación surge de la práctica como artista feminista. Sus estudios posibilitan la reflexión del feminismo en la región y su producción artística.
Es creadora en Chile del colectivo Malignas Influencias, un espacio de reflexión y de creación de arte feminista. Su obra performática la ha presentado en Canadá, Chile, Argentina, Bolivia, Colombia, Estados Unidos, Costa Rica y México.
Actualmente Julia Antivilo dirige la Cátedra Rosario Castellanos de Arte y Género de la UNAM  en donde ha realizado proyectos de difusión del arte feminista latinoaméricano, entre los que destaca la investigación,  guion y conducción  del programa  Vindictas (Artes Escénicas) y La toma Feminista del Chopo.

## Entre lo sagrado y lo profano
Entre lo sagrado y lo profano se tejen rebeldías, es el título de su tesis para optar al grado de Magíster en Estudios Latinoamericanos, el cual fue motivado por sus trabajos finales de materias Historia de las Mentalidades e Historia Cultural, Teoría Feminista, Investigación y Metodología con Perspectiva de Género  y Estudios Culturales.
Los objetivos que se planteó Antivilo surgen de conocer las condiciones históricas, políticas, sociales y culturales en que se enmarcó la producción de las artistas visuales feministas. A su vez, se crea la necesidad de realizar el análisis de la principal característica que une al arte feminista, su relación con el cuerpo, medio de representación de las experiencias como mujeres, artistas y feministas. Finalmente, en su tercer capítulo busca el análisis de la producción de arte feminista latinoamericano, especialmente el caso de las artistas mexicanas, con el fin de diferenciarlo de la producción de sus colegas europeas y norteamericanas.

## Publicaciones
- Entre lo sagrado y lo profano se tejen rebeldías. Arte Feminista nuestroamericano. Bogotá: desde abajo

### En coautoría
- 2002 - Historia de la Sociedad de Escritores de Chile: los diez primeros años de la SECH y visión general, 1931-2001
- 2000 - Belén de Sárraga: precursora del feminismo hispanoamericano (con Luis Vitale)

## Vindictas artes escénicas
Vindictas (Artes Escénicas) es una serie producida por TVUNAM  que "recupera la vida y obra de las mujeres más destacadas de la vida social, política y cultural de México, para reivindicar sus biografías y contrarrestar la normalización del olvido, la discriminación y la invisibilización." Bajo la investigación y conducción de Julia Antivilo se produjeron los siguientes episodios:
Vindictas Artes Escénicas. Capítulo 1: Mónica Mayer.
Vindictas Artes Escénicas. Capítulo 2: Clarissa Malheiros y Juliana Faesler
Vindictas Artes Escénicas. Capítulo 3: María Eugenia Chellet
Vindictas Artes Escénicas. Capítulo 4: Eva Zapfe
Vindictas Artes Escénicas. Capítulo 5: Astrid Hadad
Vindictas Artes Escénicas. Capítulo 6: Ximena Escalante